# Feminisme in Nederland

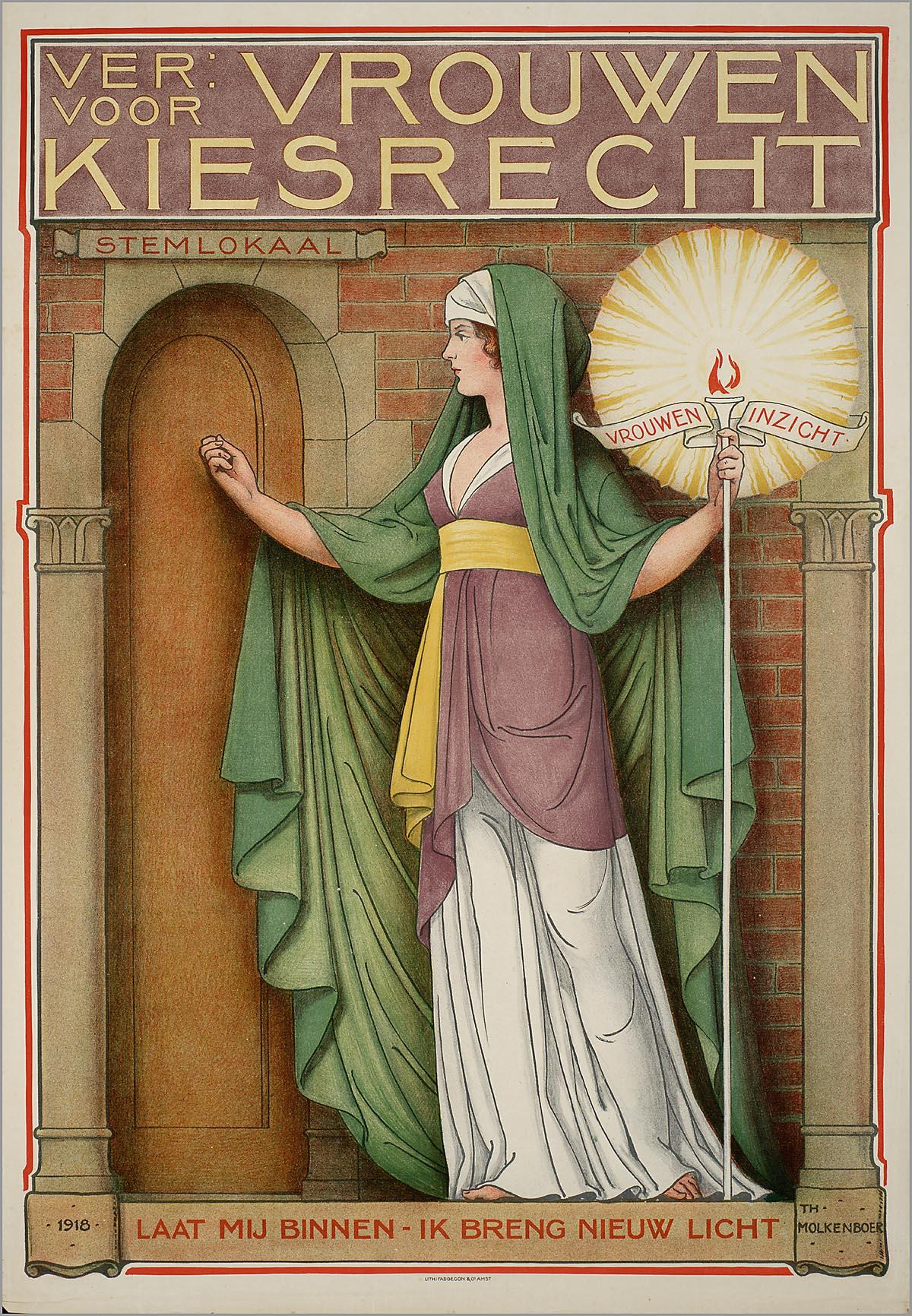
Affiche van de Nederlandse Vereeniging voor Vrouwenkiesrecht

Het feminisme in Nederland begon met de eerste feministische golf (1870-1920). De activiteiten waren hoofdzakelijk gericht op het verwerven van vrouwenkiesrecht en het verkrijgen van toelating tot (universitair) onderwijs.
De strijd van de tweede feministische golf in Nederland tussen 1965 en 1985 weerspiegelde de ontwikkelingen in de vrouwenemancipatie in andere westerse landen rond het thema recht op betaald werk, deelname aan het maatschappelijke leven, (medisch) zelfbeschikkingsrecht en juridische gelijkheid en breidde zich binnen een decennium uit tot een krachtige en brede beweging met vele thema's.
Midden jaren negentig van de twintigste eeuw volgde de derde feministische golf (1995-2010) waarbij zelf-ontplooiing, keuzemogelijkheden en discriminerende gebruiken uit nieuwe culturen op de voorgrond stonden. Nederlandse vrouwen hebben nog steeds een open discussie over hoe ze de resterende onevenwichtigheden en onrechtvaardigheden waarmee ze als vrouw worden geconfronteerd, kunnen verbeteren.

## Geschiedenis

### Renaissance en Verlichting
De Republiek der Zeven Verenigde Nederlanden, die voor een deel overeenkomt met het huidige Nederland, is ontstaan door de Nederlandse Opstand, die begon in 1568 en eindigde met de Vrede van Westfalen (1648). Er waren grote verschillen tussen de rechtspositie van vrouwen en mannen. Vrouwen hadden een beperkt aantal rechten, waaronder het recht om contracten aan te gaan en het recht om hun eigen bruidsschat te beheren. Vrouwen als groep waren juridisch ondergeschikt aan mannen als groep, als ze ongehuwd waren en thuis woonden aan hun vader, bij huwelijk aan hun echtgenoot. Afhankelijk van het plaatselijk geldend erfrecht kon een getrouwde vrouw na overlijden van haar echtgenoot het bedrijf, dat vaak gezamenlijk bedreven werd, voortzetten, bijvoorbeeld Volcxken Diericx, een Antwerpse uitgever, en Aletta Hannemans, een Haarlemse brouwer. Anna Maria van Schurman werd in 1636 als eerste vrouw in Nederland aan de universiteit van Utrecht toegelaten. Tijdens de renaissance volgde een enkele vrouw college vanachter een gordijn zodat de mannelijke studenten haar niet konden zien.

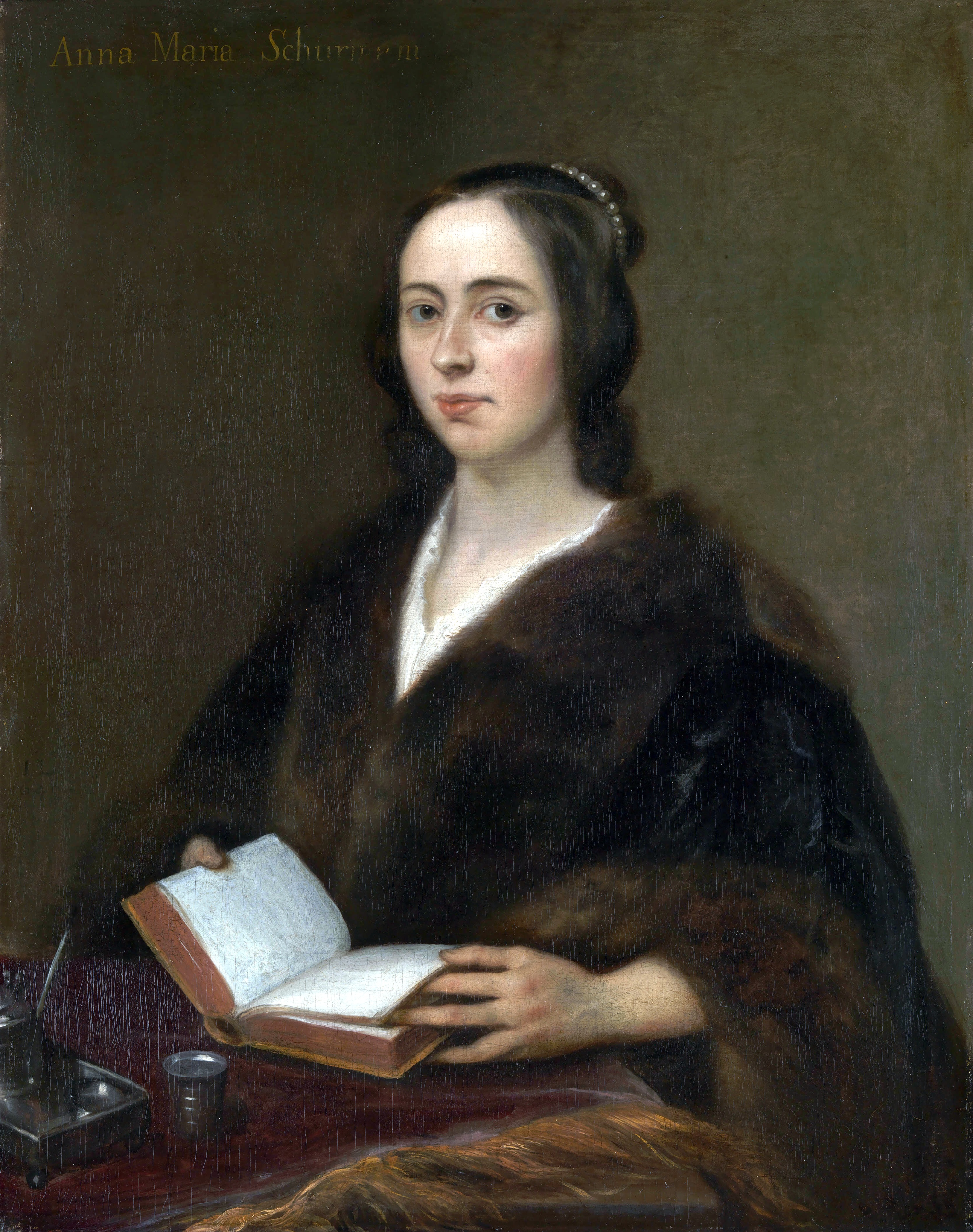
Portret van Anna Maria van Schurman door Jan Lievens

Meisjes hadden geen recht op onderwijs en gehuwde vrouwen hadden tot het weduwschap geen recht op eigendom en bezit of deelname aan parlement of regering. De Verlichting beslaat een periode van grofweg 1650 tot 1800. In deze periode ontstond een grote verandering in het denken van de mens in Europa. Het rationalistisch gelijkheidsdenken kreeg steeds meer voet aan de grond. Kritisch denken en zelfontplooiing van de mens werden aangemoedigd, voor vrouwen veranderde er echter weinig, op enkele eerste kritische geluiden over de positie van de vrouw na.

### Industrialisatie 1835 - 1870
De industrialisatie bracht banen in fabrieken voor mannen en vrouwen. Vakbonden begonnen zich te organiseren tegen het midden van de 19e eeuw. In 1841 richtte Anna Barbara van Meerten-Schilperoort Hulpbetoon aan Eerlijke en Vlijtige Armoede op, de eerste vrouwenorganisatie in Nederland. Vrouwen uit de middenklasse begonnen betaald werk te vinden, eerst in de verpleging. Het eerste warenhuis in Nederland werd in 1860 geopend en vrouwen begonnen een baan te vinden als winkelbediende. Kleuterscholen, die in Duitsland waren ontstaan, verspreidden zich in Nederland en hadden als personeel jonge opgeleide vrouwen nodig. Om jonge vrouwen op te leiden om les te geven op de basisschool, werden in 1867 middelbare scholen voor meisjes opgericht.

## Eerste feministische golf (1870 - 1920)
Vrouwenorganisaties zoals Arbeid adelt (1871) en Tesselschade (1872), later Tesselschade-Arbeid Adelt (TAA) zetten zich in voor de vrouwenemancipatie. Jonge vrouwen met een academische belofte konden een verzoek indienen voor het recht om te worden toegelaten tot een middelbare school voor alleen mannen. Universiteiten waren gesloten voor vrouwen tot 1871, toen Aletta Jacobs toelating kreeg aan de Rijksuniversiteit Groningen om medicijnen te studeren. Zij was de eerste Nederlandse vrouw die afstudeerde. Na haar studie werd Jacobs in 1879 de eerste vrouwelijke arts van Europa. Ze opende in 1882 de eerste vrouwenkliniek voor anticonceptie in Amsterdam.

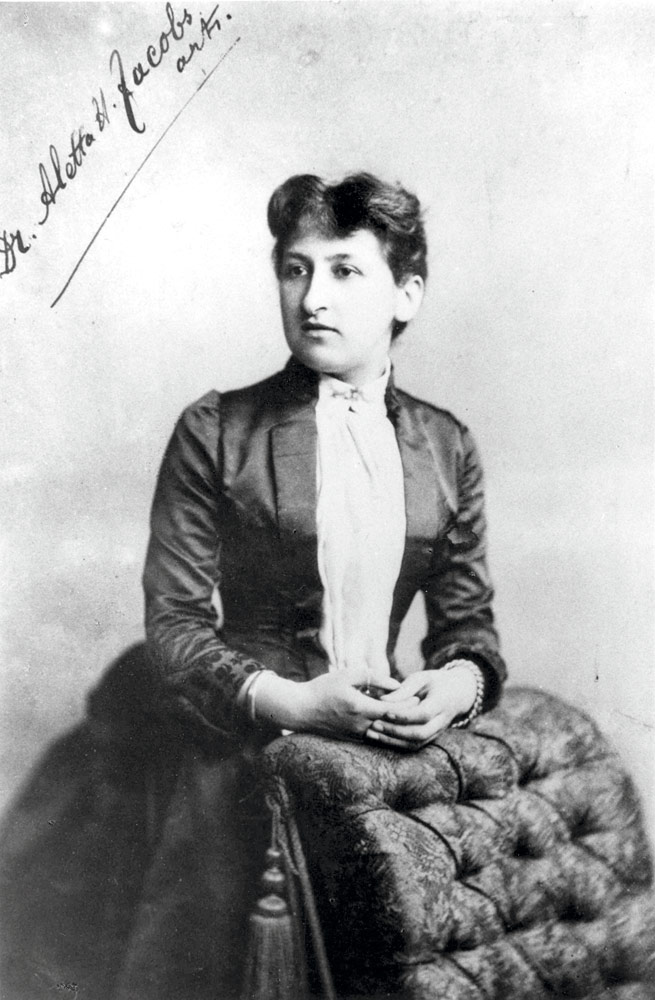
Aletta Jacobs, arts

Jacobs werd ook prominent in de beweging voor vrouwenkiesrecht in Nederland. Bij de Nederlandse parlementsverkiezingen van 1883 diende Jacobs een verzoekschrift in tegen de weigering haar op de kiezerslijst te plaatsen, met als reden dat het begrip ingezetenen dient te worden uitgelegd als mannelijke ingezetenen. Ze procedeerde tot de Hoge Raad maar het weigeringsbesluit werd niet gecasseerd omdat "vaststaat dat artikel 1 onder Nederlander alleen verstaan kan den Nederlandschen man". Dit resulteerde in een wijziging van het kiesrecht in de grondwet in 1887 waarbij werd gespecificeerd dat "mannelijke" inwoners van Nederland mochten stemmen, wat een nieuwe barrière opwierp voor het vrouwenkiesrecht. Deze gebeurtenissen brachten de vrouwenkiesrechtbeweging in Nederland verder op gang.
In 1888 werd de Vrije Vrouwenvereeniging (VVV) opgericht. Dit werd gevolgd door de oprichting van een subgroep binnen de organisatie, de Vereeniging voor Vrouwenkiesrecht in 1894.

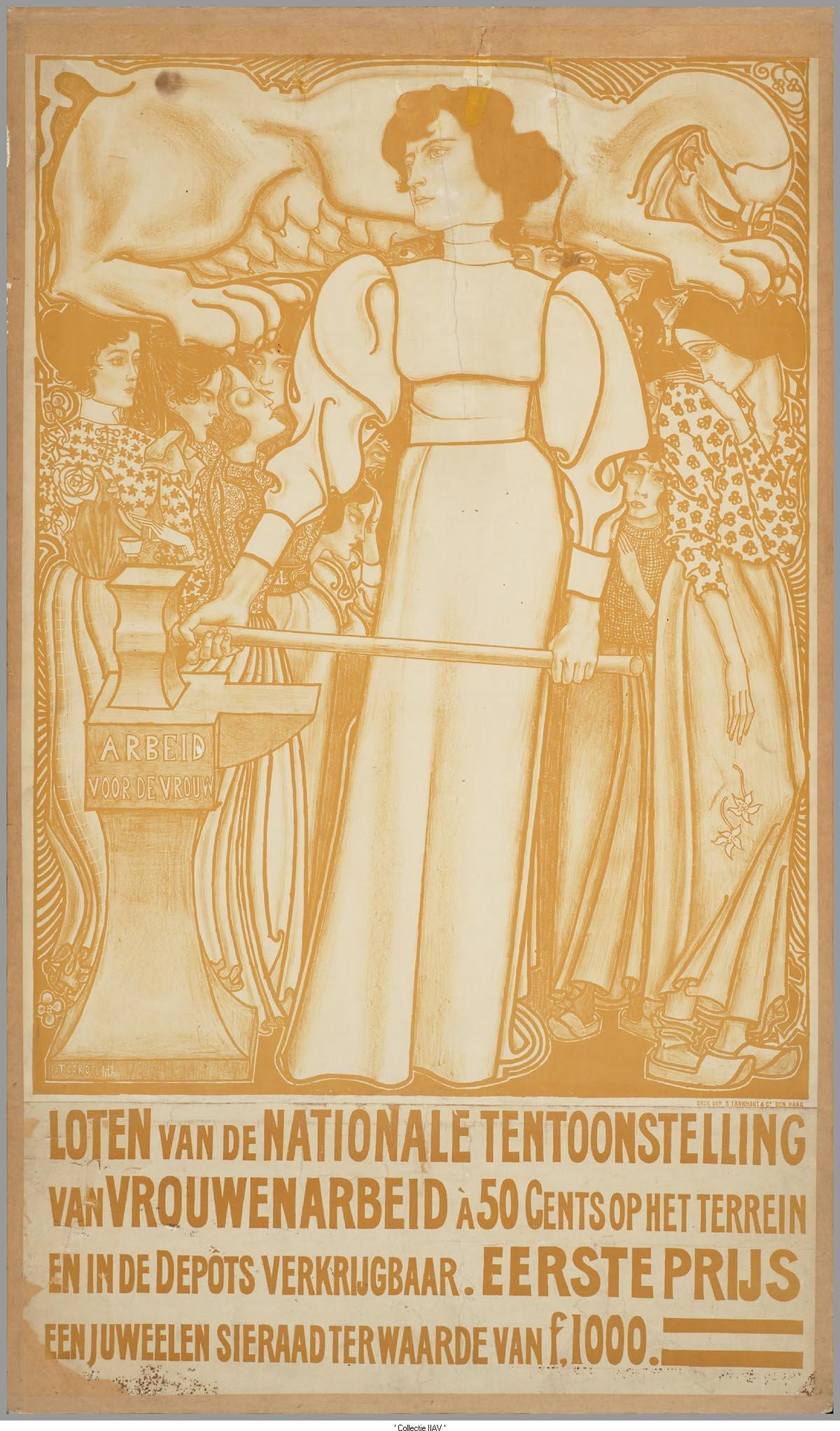
Loten van de Nationale Tentoonstelling van Vrouwenarbeid, 1898

Wilhelmina Drucker was niet zo bezorgd over de vrouwenemancipatie - wat ze als gemakkelijk bereikbaar zag - maar wel over de gelijke kansen die vrouwen op de werkplek zouden krijgen; een strijd die volgens haar veel meer weerstand van mannen zou ondervinden. Waar andere feministen in het land aandrongen op arbeidswetten die inspeelden op de specifieke behoeften van vrouwelijke arbeiders, was Drucker daartegen. Volgens Drucker: "De staat mag zich niet bemoeien met mannen of vrouwen, noch een fictieve competitie tussen mannen en vrouwen bedenken. Het zou alleen mensen moeten herkennen; leden van de samenleving."
Drucker stond stevig op het radicale randje van het feminisme in Nederland, ze gaf lezingen en publiceerde een populair feministisch tijdschrift, Evolutie. In 1899 leidde ze een campagne om wetgeving te stoppen die vrouwen onder de 40 zou verbieden om als leraar of ambtenaar te werken; na een tien jaar durende campagne bleek deze succesvol en werd de omstreden wet niet doorgevoerd.

### Kiesrecht
Vrouwen wonnen het recht om zich kandidaat te stellen in 1917 en in 1918 werd Suze Groeneweg voor de SDAP als eerste vrouw in de Tweede Kamer gekozen. In 1919 kregen vrouwen het volledige kiesrecht. Dit was relatief vroeg in vergelijking met de meeste andere Europese landen; alleen Finland en Zweden hadden vrouwen eerder een stem gegeven. In 1920 kwam Carry Pothuis als eerste vrouw in de Eerste Kamer. Daar verzette ze zich tegen het ontslag van gehuwde onderwijzeressen. Ze pleitte voor het landbouwhuishoudonderwijs en voor de openstelling van het ambt van kinderrechter voor vrouwen.

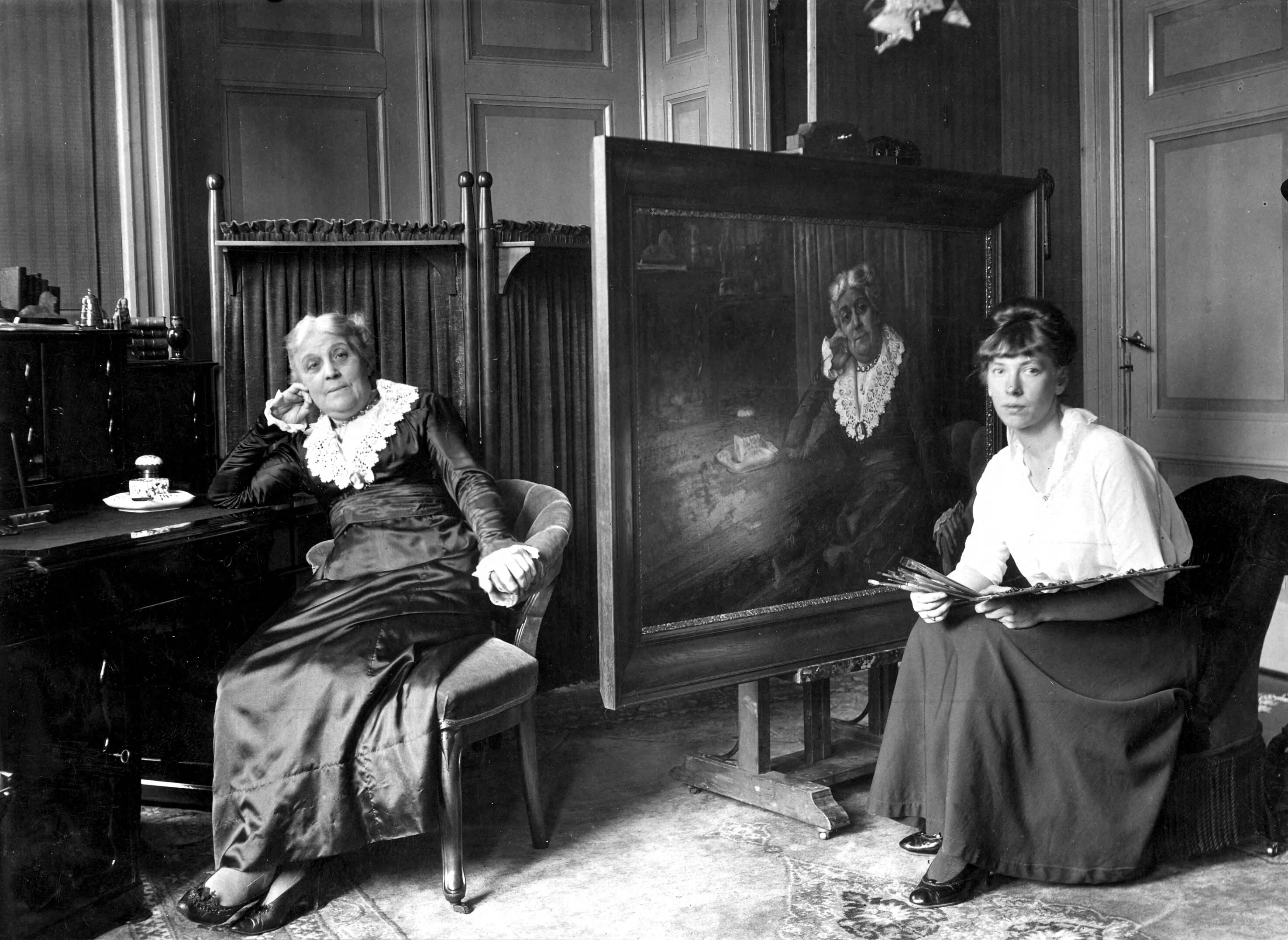
Wilhelmina Drucker poserend voor het portret ter ere van haar 70e verjaardag in 1917

Vrouwen hadden het kiesrecht deels verworven door een politiek compromis tussen socialistische, liberale en confessionalistische partijen. De confessionalisten steunden staatsfinanciering voor particuliere scholen, die doorgaans tot een religieuze denominatie behoorden. Dit compromissysteem werd in de Nederlandse politiek verzuiling genoemd. In de jaren na de vrouwenemancipatie gingen de confessionalisten het morele discours in Nederland domineren en kwam er wetgeving ter ondersteuning van confessionele morele opvattingen (prostitutie verboden 1912; abortus verboden 1911; reclame voor anticonceptie strafbaar).
Een gezonde economie en een stijgende levensstandaard kenmerkten het leven in Nederland in de jaren twintig. Vrouwen kregen echter te maken met verzet tegen vrouwenrechten, dat ook op de werkvloer doorwerkte. Vrouwenrechtengroepen vermenigvuldigden zich. De internationale feministische organisaties kregen grotere ledenaantallen doordat vrouwen wereldwijd bleven strijden voor emancipatie. Nederlandse vrouwen waren actief in internationale organisaties als:
- Volkenbond;
- Internationale Arbeidsorganisatie;
- Internationale Vrouwenraad;
- IWSA/IAW, de International Women's Suffrage Alliance, na 1926 de International Alliance of Women genoemd.

Het Internationaal Archief voor de Vrouwenbeweging (IAV), opgericht op 3 december 1935 is een archief en bibliotheek om het erfgoed van vrouwen in te verzamelen en te bewaren. Reeds enkele weken na de Duitse invasie in 1940 werd het archief gesloten, waarna de inhoud ervan naar Berlijn werd overgebracht. Het was lange tijd onduidelijk wat er met het IAV gebeurd was, tot het in 1992 in een geheim archief in Moskou ontdekt werd. In 2003 kon het worden overgebracht naar Amsterdam waar het door Atria, kennisinstituut voor emancipatie en vrouwengeschiedenis wordt beheerd.
Een periode van conservatisme volgde gedurende enkele jaren, maar in de jaren vijftig werden twee opmerkelijke juridische mijlpalen bereikt: In 1955 diende politicus en feministe Corry Tendeloo een succesvolle motie in ter afschaffing van het arbeidsverbod voor gehuwde vrouwen en op haar initiatief werden vrouwen in 1956 wettelijk handelingsbekwaam. Het arbeidsverbod voor gehuwde vrouwen werd in 1957 afgeschaft. De mannelijke echtgenoot bleef tot 1970 nog wel hoofd van de echtvereniging, waarbij de vrouw hem gehoorzaamheid was verschuldigd.

## Tweede feministische golf (1965 - 1985)
In Europa beschouwt men de essay Le deuxième sexe van de Franse filosofe Simone de Beauvoir uit 1948 als aanzet voor de tweede feministische golf. Het hierop geïnspireerde artikel van Joke Smit uit 1967, Het onbehagen bij de vrouw, gepubliceerd in De Gids, wordt algemeen gezien als het begin van de tweede feministische golf in Nederland.

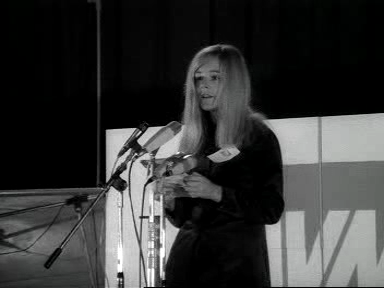
De prominente Nederlandse feministe Joke Smit houdt een toespraak in 1972

Het jaar daarop sloeg een groep feministische mannen en vrouwen de handen ineen om de actiegroep Man Vrouw Maatschappij (MVM) op te richten. De tweeledige geslachtssamenstelling was zeldzaam onder westerse feministische organisaties van de tweede golf, verder vergelijkbaar in die zin dat de leden voornamelijk uit de midden- of hogere klasse kwamen en goed opgeleid waren. Ontevreden over de lobby-inspanningen van de MVM, werd een radicalere groep geïnspireerd. De volledig vrouwelijke Dolle Mina-beweging werd opgericht in 1969 vernoemd naar de baanbrekende Nederlandse feministe Wilhelmina Drucker. Dolle Mina had in de jaren zeventig succes als bewustzijnsverhogende kracht, voornamelijk door het gebruik van fantasierijke protesten, zoals een openlucht "Discriminatiebeurs" om de aandacht te vestigen op de kwestie van gelijk loon voor gelijk werk.

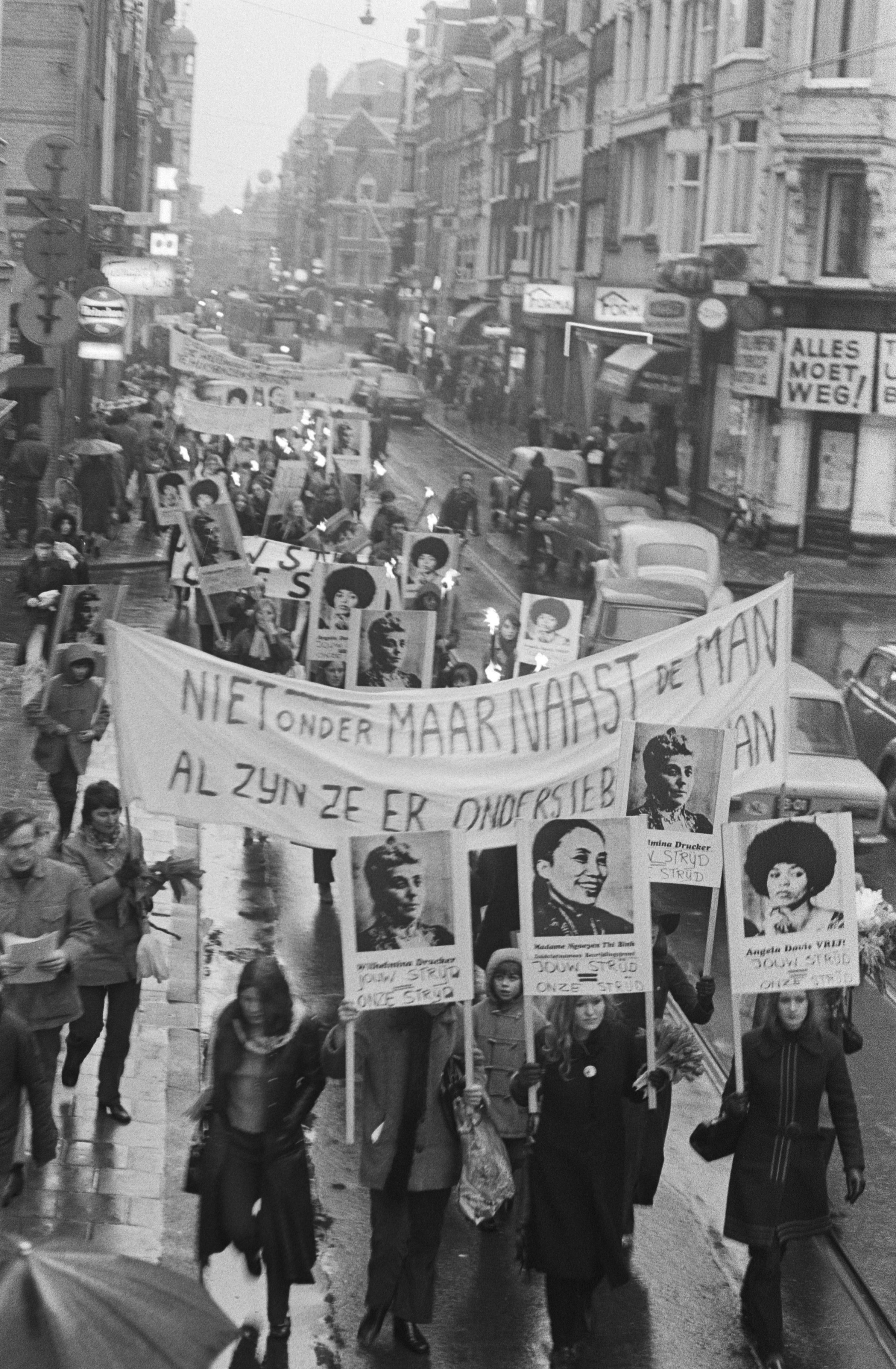
Dolle Mina's vieren eenjarig bestaan, Amsterdam januari 1971

Op 15 december 1969 riepen de vrouwelijke medewerkers van de sigarenfabriek Champ Clark in Nieuwe Pekela een wilde staking uit om gelijk loon te eisen. Zij gingen als eerste vrouwen in de geschiedenis van Nederland in staking.
De publicatie van Anja Meulenbelt's roman De Schaamte Voorbij in 1976 was een ander belangrijk stuk feministisch schrijven uit de tweede golf in Nederland. De roman was confessioneel van toon en maakte het verband tussen de lichaams- en taalpolitiek duidelijk. Aan het eind van de jaren zeventig werd de strijd voor toegang tot abortus, crisiscentra voor verkrachting en vrouwenopvang een dominant aandachtspunt van de feministische beweging. In 1980 ondersteunde de overheid 30 verkrachtings-crisiscentra in Nederland.
In de jaren zeventig vermenigvuldigden feministische tijdschriften, zoals Dolle Mina, Vrouwen, Opzij, Serpentine, Vrouwenkrant en Lover, en er waren verschillende feministische uitgeverijen in Amsterdam, waarvan De Bonte Was (1972) en Sara (1976) de bekendste waren. In 1982 waren er naar schatting 160 feministische groepen in Nederland, actief in 25% van de Nederlandse steden.
Vanaf de jaren zeventig begon Nederland met het bevorderen van beleid op basis van gendergelijkheid; en is ooit beschreven als "het meest uitgebreide en allesomvattende 'apparaat voor seksegelijkheid' in Europa"; dit is grotendeels te danken aan de benoeming van een staatssecretaris om toezicht te houden op een in 1977 opgerichte Emancipatieraad, en de uitvoering van het beleid op lokaal niveau met behulp van feministische activisten die in regeringsposities zijn gerekruteerd.
Ondanks dat Nederland een vooruitstrevend imago had op het gebied van gender, werkten er in Nederland minder vrouwen in loondienst dan in andere vergelijkbare westerse landen. Begin jaren tachtig rapporteerde de Commissie van de Europese Gemeenschappen Vrouwen in de Europese Gemeenschap: "In Nederland (17,6%) en Ierland (13,6%) werken de minste gehuwde vrouwen, terwijl er ook de minste acceptatie van dit fenomeen is door het grote publiek". In de daaropvolgende jaren nam het aantal werkende vrouwen toe, de meesten werkten in deeltijd. De regering merkte dit in de jaren negentig aan als een sociaal probleem en voerde fiscale prikkels in om vrouwen aan te moedigen meer betaald werk te vinden, het tegenovergestelde gebeurde en vrouwen vonden een manier om die fiscale prikkels te gebruiken om hun werkuren te verminderen. Als het gaat om de balans tussen werk en privé, is ouderschapsverlof bijvoorbeeld veel genereuzer in Zweden.
In de jaren tachtig behaalde de feministische beweging veel overwinningen, waaronder de desintegratie van de logica van de mannelijke kostwinner toen Nederland prioriteit begon te geven aan het opnieuw afstemmen van de welvaartsstaat ten gunste van de integratie van vrouwen in de beroepsbevolking. De abortuswet werd in 1981 aangenomen en trad in 1984 in werking. In 1984 kregen gehuwde vrouwen ook volledige juridische gelijkheid in het familierecht - vóór 1984 bepaalde de wet dat de mening van de man prevaleerde boven die van de vrouw met betrekking tot zaken als beslissingen over de opvoeding van kinderen en de woonplaats van het gezin. In 1991 schrapte Nederland de huwelijksvrijstelling uit de verkrachtingswet.

## Derde feministische golf (1995 - 2010)

### 1995 - 2000
De derde golf onderscheidt zich van de twee eerdere door nieuwe methoden, andere doelen en het vinden van een gebalanceerde omgang met diversiteit binnen de maatschappij en het feminisme.
Ondanks dat er in de loop van de 20e eeuw veel juridische en sociale veldslagen waren gewonnen, waren Nederlandse feministen nog niet klaar om de overwinning op te eisen. De feministische bedrijvigheid in Nederland ging door en gendergelijkheid bleef een onderwerp van discussie in organisaties en in de media. Punten van zorg bleven de lage participatie van vrouwen in voltijd banen en hun gelijke aanwezigheid in topfuncties, geweld tegen vrouwen, en discriminatie van vrouwen uit etnische minderheden.
Vrouwen van kleur zagen de noodzaak om nieuwe organisaties op te richten om de hiaten in hun behoeften te vervullen: een Marokkaanse vrouwengroep werd opgericht in 1992 en een Surinaamse vrouwengroep werd gevormd in 1996.
In 2000 heeft Nederland, op een nog steeds controversiële manier, zijn wetgeving over prostitutie herzien, de wetten geliberaliseerd en gereguleerde bordelen gelegaliseerd (hoewel prostitutie in bordelen de facto in de tweede helft van de 20e eeuw was getolereerd).

### Begin 21e eeuw
Er was veel discussie in Nederland over de vraag of vrouwen liever zelf voor hun kinderen zorgden en daardoor minder uren werkten, of dat de hoge kosten voor kinderopvang vrouwen ervan weerhielden om langer te werken. Econoom, advocaat en journalist Heleen Mees schreef in 2005 een boek over de kwestie van de lage arbeidsparticipatie van vrouwen, genaamd Weg met het deeltijdfeminisme. Ze identificeerde verschillen tussen de Nederlandse en Amerikaanse cultuur die het verschil in werkuren van vrouwen tussen de twee landen gedeeltelijk verklaarden. In haar boek bespreekt Mees de Amerikaanse 'vermarkting' van veel van de vroegere huishoudelijke taken van vrouwen, zoals het gebruiken van bedrijven voor de was, uit eten gaan, het laten bezorgen van boodschappen en andere diensten, die in Nederland toen nog zelden beschikbaar waren. Kinderopvang was de grootste uitgave voor gezinnen met twee inkomens in Nederland, en aangezien het gewoonlijk per uur werd betaald, kon dit een stimulans zijn voor gezinnen om de kosten van kinderopvang te verlagen door de moeder meer kinderopvang en minder betaald werk te laten doen.

Volgens The Economist hoefden er minder mannen te vechten in de wereldoorlogen van de 20e eeuw, en dus hebben Nederlandse vrouwen het werken voor loon niet zo ervaren als vrouwen in andere landen. De rijkdom van het land, in combinatie met het feit dat "de Nederlandse politiek tot in de jaren tachtig werd gedomineerd door christelijke waarden", zorgde ervoor dat Nederlandse vrouwen minder snel aan de slag gingen. In 2011 werd Nederland, samen met Duitsland en Oostenrijk, door de Europese Commissie aangemerkt als landen met een slechte integratie van vrouwen in de beroepsbevolking; Jose Manuel Barroso verklaarde: "Duitsland, maar ook Oostenrijk en Nederland, moeten kijken naar het voorbeeld van de noordelijke landen." Nederland had vanaf 2014 het hoogste percentage vrouwelijke deeltijdwerkers in de OESO.

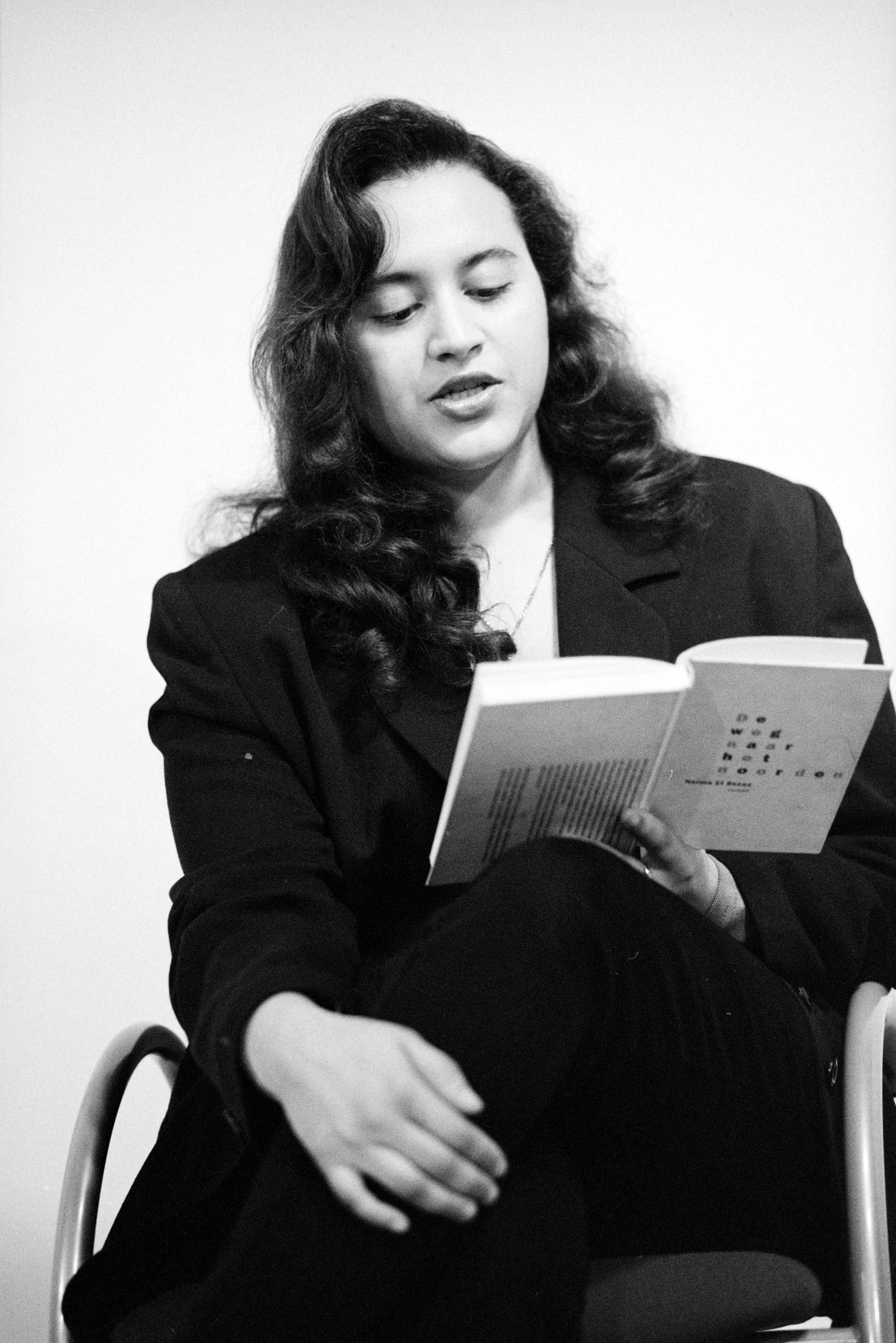
Naima El Bezaz

Er was kritiek op het feit dat Nederland een beleid had ontwikkeld dat gericht was op het benadrukken van het vermeende verschil tussen 'bevrijde' etnisch Nederlandse vrouwen en 'onderdrukte' allochtone vrouwen, waardoor een discriminerende tweedeling van 'wij versus zij' ontstond. De CEDAW-commissie verklaarde "de commissie blijft bezorgd over de hardnekkigheid van stereotypen over genderrollen, in het bijzonder over immigranten en migrantenvrouwen en -mannen, die beiden worden afgeschilderd als achterlijk en met traditionele opvattingen over vrouwen, waarbij ze hun het recht ontzeggen tot volledige ontwikkeling."
Gendergerelateerd geweld bleef een probleem in Nederland: volgens een studie uit 2014, gepubliceerd door het Europees Bureau voor de grondrechten (FRA), had Nederland het op drie na hoogste percentage van fysiek en seksueel geweld tegen vrouwen in Europa, waarbij 45% van de vrouwen te maken had gehad met dergelijk geweld, dat ruim boven het Europese gemiddelde van 33% lag. Nederland werd in 1985 door het Europees Hof voor de Rechten van de Mens veroordeeld in de zaak X en Y v. Nederland, wegens onvoldoende vervolging van seksueel geweld. In 2015 heeft Nederland de Istanbul-Conventie, een mensenrechtenverdrag tegen geweld tegen vrouwen en huiselijk geweld, geratificeerd.
Een controversiële hedendaagse feminist is Ayaan Hirsi Ali, een in Somalië geboren Nederlands-Amerikaanse activist, auteur en politicus met dubbele nationaliteit. Ze is kritisch over vrouwelijke genitale verminking en de islam, en steunt vrouwenrechten en atheïsme. Daarnaast zijn er diverse vrouwen die opkomen voor de rechten van vrouwen in islamitische samenlevingen, zonder dat zij de islam opzij zetten. Nahed Selim schrijft regelmatig columns voor NRC Handelsblad en zet zich af tegen het dragen van hoofddoekjes. En de Marokkaans-Nederlandse schrijfster Naima El Bezaz is in het boek De derde feministische golf (2006) van Dirk Verhofstadt een van de zes geëmancipeerde moslima's die werd geïnterviewd over de maatschappelijke positie van de vrouw volgens de islam en de situatie van islamitische vrouwen in de westerse wereld. El Bezaz gaf een stem aan de tweede generatie Marokkaanse Nederlanders en doorbrak taboes.